# Lars Hætta
Lars Jacobsen Hætta (Kautokeino, 21 januari 1834 – aldaar 17 februari 1896) was een Noord-Samisch rendierhouder, vertaler en tolk die betrokken was bij de Kautokeino-opstand.

## Biografie
Hætta werd geboren in 1834 als zoon van Jacob Mathisen Hætta en Berit Aslaksdatter Sara. Als achttienjarige jongen raakte hij betrokken bij de Kautokeino-opstand die plaatsvond in Finnmark, een noordelijke provincie van Noorwegen. Bij deze opstand vielen meerdere doden en werd het huis van priester Waldemar Hvoslef in brand gestoken. Na deze opstand werd Hætta met bijna alle andere mannelijke opstandelingen opgesloten in de vesting van Akershus. Vijf van de opstandelingen kregen de doodsstraf toebedeeld, waaronder Hætta en zijn tien jaar oudere broer Aslak. Een andere broer en zus van Lars en Aslak Hætta waren tevens onderdeel van de opstand, waaraan zo'n dertig opstandelingen deelnamen. De straf van Hætta werd omgezet naar levenslange dwangarbeid. Zijn broer Aslak was echter een minder lot beschoren; hij werd tezamen met Mons Somby op 14 oktober 1954 onthoofd te Alta.
Toen Hætta zijn straf nog uitzat in Akershus begon hij al met het vertalen van de Bijbel naar het Noord-Samisch. Hij werkte hiervoor samen met Jens Andreas Friis, die sinds 1874 Samisch doceerde op de Universiteit van Kristiania. Namens Friis verrichte Hætta ook werk als tolk. Na zijn vrijlating in 1867 vestigde Hætta zich in Kautokeino, waar hij werkte als docent, zijn vertaalwerk voortzette en een jaar later trouwde met Berit Hansdatter Gaup. Gaup nam eveneens deel aan de Kautokeino-opstand en kreeg een straf van twaalf jaar dwangarbeid. Het door Hætta vertaalde Nieuwe Testament naar het Noord-Samisch was klaar in 1869 en uitgebracht in 1874. De volledige bijbel was klaar en gedrukt in 1895.
Bij een nieuwe opstand in Kautokeino in 1883 besloot Hætta zich afzijdig te houden. Zijn vrouw overleed in 1890, hij overleed eenzaam in 1896. Bij zijn graf in Kautokeino is een gedenkteken geplaatst.